# 0〜ZERO〜
《0〜ZERO〜》是日本音樂團體第三代J Soul Brothers的第7張單曲。於2012年8月8日由rhythm zone發售。

## 概要
- 《0〜ZERO〜》是第三代J Soul Brothers出道以來第一張4A單曲。
- A面曲《花火》為朝日電視台節目《お願い!ランキング》2012年8月度片尾曲。
- A面曲《（YOU SHINE）THE WORLD》為ABC-MART「夏季涼鞋博覽會」電視廣告歌曲。
- A面曲《Kiss You Tonight》為劇集《結婚同窗會 〜SEASIDE LOVE〜》主題曲。
- A面曲《LET'S PARTY》為MBS電視劇《戰國BASARA -MOONLIGHT PARTY-》主題曲。
- 此單曲有有4種不同世界觀的封面，各發行2種型態（CD+DVD 和 CD ONLY），一共發行了8個版本。「CD+DVD」收錄了《花火》的Music Video和單獨Arena巡迴演唱會「第三代J Soul Brothers LIVE TOUR 2012 0〜ZERO〜」的告知影像。
- 在8月20日於公信榜单曲週排行榜取得第2位。
- 在第54屆日本唱片大獎獲得「優秀作品獎」，同年年末在第63回NHK紅白歌合戰演唱其歌曲《花火》
- 第三代J Soul Brothers憑《花火》於MTV日本音樂錄影帶大獎2013奪得『最佳團體音樂錄影帶獎』。

## 收錄曲目

### CD
1. 花火
（作詞：小竹正人、作曲：Hiroki Sagawa from Asiatic Orchestra（Vanir）、編曲：中野雄太）
2. （YOU SHINE）THE WORLD
（作詞・作曲：STY / Andy Love / Marcus Winter-John / Daniel Obi Klein、編曲：Daniel Obi Klein）
3. Kiss You Tonight
（作詞：Kenn Kato、作曲：Jeff Miyahara / Erik Lidbom（英语：Article Name）、編曲：Erik Lidbom）
4. LET'S PARTY
（作詞：michico、作曲：T.Kura / michico、編曲：T.Kura）
5. 花火（Instrumental）
6. （YOU SHINE）THE WORLD（Instrumental）
7. Kiss You Tonight（Instrumental）
8. LET'S PARTY（Instrumental）

### DVD
1. 花火（Music Video）
2. Special Movie -Road to 0〜ZERO〜-

## 備註
1. ↑  レコチョクアワード月間最優秀楽曲賞8月度 的存檔，存档日期2012-10-18.
2. ↑  .   [2013-06-05]. （原始内容存档于2015-09-24）.

## 外部連結
- 三代目J Soul Brothers「花火 -short version-」ミュージック・ビデオ（页面存档备份，存于） - YouTube